# Армазское ущелье
Армазское ущелье, Армазисхеви (груз. არმაზისხევი) — небольшое ущелье возле г. Мцхета (в древности столица Грузии, ныне районный центр в 30 км от Тбилиси).
Согласно легенде, на скале по правому борту ущелья находился языческий идол Армази, на левом в маленькой часовенке, сохранившейся до наших дней, жила Св. Нина. В 327 г. н. э. (дата не проверена) в страхе перед начавшимся полным солнечным затмением народ обратился к Армази с просьбой защитить их и отвратить наступающую тьму. Идол не справился с поставленной задачей, а Св. Нина молитвой остановила затмение, в результате чего дискредитировавший себя идол был низвергнут, а государственной религией Грузии стало христианство.

## Некрополь
У входа в ущелье находится усыпальница питиахшей.